# Абатство Гримберген
Абатство Гримберген (на нидерландски: Abdij van Grimbergen) е норбертинско абатство, в гр.Гримберген, окръг Хале-Вилворде, провинция Фламандски Брабант, Централна Белгия, на около 10 км северно от Брюксел.

## История
Абатството е основано през 1128 г. от Готие Бертаут, владетел на Мехелен и Гримберген. През 1132 г. е осветена абатската църква. По време на Гримбергенските войни (1139 – 1159) абатството е напълно разрушено. Възстановено е и през ХV и ХVІ век процъфтява, който период свършва през 1566 г., когато абатството е ограбено и опустошено, а през 1579 г. – опожарено. Монасите напускат манастира и намират подслон в Брюксел.
Контрареформацията поставя началото на нов период на просперитет за абатството. През 1606 монасите се завръщат в манастира. През 1660 г. започва строителство на нова абатска църква, което строителство пръдължава до началото на ХVІІІ век.
По време на Френската революция, през 1798 г., абатството е конфискувано, а монасите са прогонени. През 1816 г. манастирът е разрушен до основи, като остават само части от някои сградите и входната порта, пощадена е и абатската църква, тъй като същата се ползва и като енорийска такава. Абатството е възстановено през 1835 г. от монаси-норбертинци под ръководството на отец Ян ван ден Берген.
Днес абатството е действащ католически манастир, член на Ордена на премонстрантите, с около 30 монаси. От 2004 г. абат на манастира е Erik De Sutter.

## БираГримберген
Производството на бира в абатството е документирано за първи път през 1600 г., а в документ от 1700 г. се споменават абатската пшенична бира и хмелна градина. По време на Френската революция абатството и пивоварната са затворени. След възстановяването на абатството производството не е възстановено, а правата за производство на абатската бира са предоставени на местен пивовар, но производството е краткотрайно. Старата абатска пивоварна е запазена и днес е превърната в музей. Производството на „Гримберген“ е възобновено през 1958 г., когато монасите от Гримберген сключват споразумение за предоставяне правата за производство с пивоварната „Brouwerij Maes“. „Brouwerij Maes“, основана през 1880 г., която през 1988 г. се слива с пивоварната „Cristal Alken“ в нова компания с името „Alken-Maes“, която през 2008 г. става част от холандската корпорация „Heineken“.
Абатство Гримберген получава парични отчисления за използване на търговската марка и наименованието. Бирата е сертифицирана от Съюза на белгийските пивовари като „призната белгийска абатска бира“ (Erkend Belgisch Abdijbier) и може да носи лого, изобразяващо стилизирана чаша с кафява бира, вписана в готически прозорец-арка.